# پاین آیلند سنتر (فلوریدا)
پاین آیلند سنتر (به انگلیسی: Pine Island Center) یک منطقهٔ مسکونی در ایالات متحده آمریکا است که در شهرستان لی، فلوریدا واقع شده‌است. پاین آیلند سنتر ۱۱٫۱ کیلومتر مربع مساحت و ۱٬۷۲۱ نفر جمعیت دارد و ۱ متر بالاتر از سطح دریا قرار دارد.